# The Voice of Switzerland
The Voice of Switzerland (englisch für „Die Stimme der Schweiz“) ist eine Schweizer Gesangs-Castingshow, die erstmals am 26. Januar 2013 auf dem Fernsehsender SRF 1 ausgestrahlt wurde. Sie basiert auf dem Castingshow-Konzept The Voice, das erstmals Ende 2010 in den Niederlanden unter dem Titel The Voice of Holland umgesetzt wurde. Die erste Staffel von The Voice of Switzerland gewann Nicole Bernegger am 16. März 2013, die zweite Staffel gewann Tiziana Gulino am 19. April 2014. Die dritte Staffel wurde 2020 vom Fernsehsender 3+ ausgestrahlt; am 6. April 2020 wurde Remo Forrer zum Sieger gewählt.

## Konzept
Etwa 110 Teilnehmer werden für die erste Phase der Fernsehsendung, die sogenannten „Blind Auditions“, eingeladen. Dort müssen die Kandidaten, begleitet von einer Live-Band, vor Publikum auf einer Bühne vorsingen. Die Jurymitglieder können die Sängerin oder den Sänger zunächst nur hören, aber nicht sehen, weil sie in einem Drehstuhl mit dem Rücken zur Bühne sitzen. Sie können für einen Kandidaten stimmen, indem sie während seines Vortrages einen Knopf drücken, um ihren Stuhl zur Bühne zu drehen. Der Kandidat kommt eine Runde weiter, wenn er mindestens eine der vier Jurystimmen erhält. Unter denjenigen Jurymitgliedern, die sich für ihn umgedreht haben, wählt der Kandidat seinen Coach für die weiteren Runden. In den Blind Auditions bekommt jeder der vier Coaches eine Gruppe von zehn (2013–2014) beziehungsweise vierzehn (2020) Kandidaten.
Es folgt ein Training, in der die Coaches ihre Kandidaten auf die „Battle Round“ genannte zweite Phase vorbereiten. In der Battle Round singen jeweils zwei Kandidaten derselben Coachinggruppe ein Lied im Duett. Nur einer der beiden Kandidaten kommt nach Entscheidung des jeweiligen Coaches weiter. In der zweiten Staffel (2014) konnte je ein von seinem eigenen Coach nicht weitergewählter Kandidat von einem der anderen Coaches übernommen werden. Nach den Battles wählt jeder Coach in einer „Sing-off“ (2013, 2020) beziehungsweise „Knockout Round“ (2014) genannten Phase drei Künstler für die Liveshows aus.
In der letzten Phase, den Liveshows, treten die Kandidaten innerhalb ihrer Coachinggruppen gegeneinander an und werden sowohl von den Coaches als auch von den Fernsehzuschauern bewertet. Vertreter unterschiedlicher Coaches treffen erst im Finale aufeinander; dort entscheiden einzig die Fernsehzuschauer über den Sieg.

## Mitwirkende

### Coaches
| Staffel | Coaches            | Coaches                         | Coaches       | Coaches            |
| ------- | ------------------ | ------------------------------- | ------------- | ------------------ |
| 1       | Stefanie Heinzmann | Stress                          | Marc Sway     | Philipp Fankhauser |
| 2       | Stefanie Heinzmann | Stress                          | Marc Sway     | Philipp Fankhauser |
| 3       | Anna Rossinelli    | Gölä & Trauffer (Büetzer Buebe) | Noah Veraguth | DJ Antoine         |

### Moderatoren
| Staffel | Moderatoren     | Moderatoren |
| ------- | --------------- | ----------- |
| 1       | Sven Epiney     | —           |
| 2       | Sven Epiney     | Viola Tami  |
| 3       | Christa Rigozzi | Max Loong   |

## Erste Staffel (2013)
Die erste Staffel der Show wurde vom 26. Januar bis zum 16. März 2013 im Fernsehen ausgestrahlt. Moderiert wurde sie von Sven Epiney und backstage von Viola Tami. Die Jury bestand aus der Schweizer Pop- und Soulsängerin Stefanie Heinzmann, dem Schweizer Rapper Stress, dem Schweizer Pop-Rock-Musiker Marc Sway und aus dem Schweizer Bluesmusiker und Songwriter Philipp Fankhauser.

### Erste Phase: Die Blind Auditions
Die Castings zur ersten Staffel fanden im Sommer und Herbst 2012 statt, wurden aber nicht im Fernsehen gezeigt. Die Blind Auditions wurden im Oktober 2012 mit etwa 110 Teilnehmern in der Bodensee-Arena in Kreuzlingen aufgezeichnet und vom 26. Januar bis zum 13. Februar 2013 in sechs Fernsehsendungen ausgestrahlt. Gezeigt wurden die Auftritte von etwa 60 Kandidaten, von denen 40 – davon 27 Frauen und 13 Männer – in die zweite Runde gewählt wurden.
Die Teilnehmer Patrick Rouiller, Ella Ronen, Marina Santelli, Leslie Philbert, Jessica Nadine Hirschi, Hugo Blau, Michael André Williams, Nicole Bernegger und Simona Lüthi erhielten alle vier Jurystimmen. Von diesen neun Kandidaten entschieden sich fünf für Stress, drei für Marc Sway und eine für Philipp Fankhauser als Coach.
| Folge | Die Coaches und ihre Kandidaten      | Die Coaches und ihre Kandidaten | Die Coaches und ihre Kandidaten                                 | Die Coaches und ihre Kandidaten                              |
| Folge | Stefanie Heinzmann                   | Stress                          | Marc Sway                                                       | Philipp Fankhauser                                           |
| ----- | ------------------------------------ | ------------------------------- | --------------------------------------------------------------- | ------------------------------------------------------------ |
| 01    | Michèle Binder Juliusz Kamil         | Patrick Rouiller Ella Ronen     | Iandara Brobecker Tanja Zimmermann                              | Laura Strasser Marina Santelli Lena Schenker                 |
| 02    | Kaya Balmer Gabriela Grossenbacher   | Leslie Philbert                 | Renato Araujo                                                   |                                                              |
| 03    | Ralph Güntlisberger Virág Keszthelyi | Veronica Racine Hugo Blau       | Jessica Nadine Hirschi Angela Hengartner Michael André Williams | Ricardo Sanz Marco Balzli                                    |
| 04    | Stefan Vollenweider                  | Tabea Anderfuhren Deborah Bough | Loraine Cotting                                                 |                                                              |
| 05    | Valon Muhadri Eliane Amherd          | Manuel Naranjo Nicole Bernegger | Sarah Quartetto Natalie Chandra Wiedmer                         | Daniel Paulweber Iris Moné Gisel de Marco Bernhard Betschart |
| 06    | Angie Ott                            | Brandy Butler                   | Simona Lüthi                                                    | Jessanna Nemitz                                              |
| Total | 10                                   | 10                              | 10                                                              | 10                                                           |

### Zweite Phase: Die Battle Round
Die Battle Round wurde Anfang Dezember 2012 in Kreuzlingen aufgezeichnet und vom 16. bis zum 23. Februar 2013 in drei Fernsehsendungen ausgestrahlt.
Die Coaches bereiteten die Teilnehmer zusammen mit Beratern aus ihrem musikalischen Umfeld auf die Gesangsduelle vor. Stefanie Heinzmann wurde unterstützt von Vocal Coach Pamela Falcon und Musikproduzent Claudio Pagonis, Marc Sway von Rapper und Sänger Sékou, Philipp Fankhauser von Vocal Coach Lilly Martin, Stress von Vocal Coach Martina Bovet und von Musikproduzent und Komponist Yvan Peacemaker.
In allen vier Gruppen fanden fünf Eins-gegen-Eins-Duelle mit je einem Sieger statt.
| Folge | Battle | Gegner                 | Gegner                 | Gegner                 | Gegner                  | Gegner                  | Gegner                  | Song                                                                     | Coach              |
| ----- | ------ | ---------------------- | ---------------------- | ---------------------- | ----------------------- | ----------------------- | ----------------------- | ------------------------------------------------------------------------ | ------------------ |
| 07    | 1      | Leslie Philbert        | Leslie Philbert        | Leslie Philbert        | Veronica Racine         | Veronica Racine         | Veronica Racine         | Grenade von Bruno Mars                                                   | Stress             |
| 07    | 2      | Laura Strasser         | Laura Strasser         | Laura Strasser         | Gisel de Marco          | Gisel de Marco          | Gisel de Marco          | No More Tears (Enough Is Enough) von Barbra Streisand und Donna Summer   | Philipp Fankhauser |
| 07    | 3      | Michèle Binder         | Michèle Binder         | Michèle Binder         | Ralph Güntlisberger     | Ralph Güntlisberger     | Ralph Güntlisberger     | L-O-V-E von Nat King Cole                                                | Stefanie Heinzmann |
| 07    | 4      | Michael André Williams | Michael André Williams | Michael André Williams | Loraine Cotting         | Loraine Cotting         | Loraine Cotting         | Seven Nation Army von The White Stripes                                  | Marc Sway          |
| 07    | 5      | Jessanna Nemitz        | Jessanna Nemitz        | Jessanna Nemitz        | Ricardo Sanz            | Ricardo Sanz            | Ricardo Sanz            | Ain’t No Mountain High Enough von Tammi Terrell und Marvin Gaye          | Philipp Fankhauser |
| 07    | 6      | Angela Hengartner      | Angela Hengartner      | Angela Hengartner      | Jessica Nadine Hirschi  | Jessica Nadine Hirschi  | Jessica Nadine Hirschi  | Sisters Are Doin’ It for Themselves von Annie Lennox und Aretha Franklin | Marc Sway          |
| 07    | 7      | Manuel Naranjo         | Manuel Naranjo         | Manuel Naranjo         | Deborah Bough           | Deborah Bough           | Deborah Bough           | The Pretender von Foo Fighters                                           | Stress             |
| 07    | 8      | Marco Balzli           | Marco Balzli           | Marco Balzli           | Daniel Paulweber        | Daniel Paulweber        | Daniel Paulweber        | It’s Not Unusual von Tom Jones                                           | Philipp Fankhauser |
| 07    | 9      | Juliusz Kamil          | Juliusz Kamil          | Juliusz Kamil          | Angie Ott               | Angie Ott               | Angie Ott               | One von U2                                                               | Stefanie Heinzmann |
| 08    | 10     | Stefan Vollenweider    | Stefan Vollenweider    | Stefan Vollenweider    | Valon Muhadri           | Valon Muhadri           | Valon Muhadri           | Dance with Somebody von Mando Diao                                       | Stefanie Heinzmann |
| 08    | 11     | Simona Lüthi           | Simona Lüthi           | Simona Lüthi           | Natalie Chandra Wiedmer | Natalie Chandra Wiedmer | Natalie Chandra Wiedmer | You’ve Got a Friend von Carole King                                      | Marc Sway          |
| 08    | 12     | Ella Ronen             | Ella Ronen             | Ella Ronen             | Patrick Rouiller        | Patrick Rouiller        | Patrick Rouiller        | Missing von Everything but the Girl                                      | Stress             |
| 08    | 13     | Marina Santelli        | Marina Santelli        | Marina Santelli        | Iris Moné               | Iris Moné               | Iris Moné               | America von Gianna Nannini                                               | Philipp Fankhauser |
| 09    | 14     | Virág Keszthelyi       | Virág Keszthelyi       | Virág Keszthelyi       | Eliane Amherd           | Eliane Amherd           | Eliane Amherd           | Superstition von Stevie Wonder                                           | Stefanie Heinzmann |
| 09    | 15     | Iandara Brobecker      | Iandara Brobecker      | Iandara Brobecker      | Tanja Zimmermann        | Tanja Zimmermann        | Tanja Zimmermann        | New Soul von Yael Naim                                                   | Marc Sway          |
| 09    | 16     | Bernhard Betschart     | Bernhard Betschart     | Bernhard Betschart     | Lena Schenker           | Lena Schenker           | Lena Schenker           | Need You Now von Lady Antebellum                                         | Philipp Fankhauser |
| 09    | 17     | Brandy Butler          | Brandy Butler          | Brandy Butler          | Nicole Bernegger        | Nicole Bernegger        | Nicole Bernegger        | Someone like You von Adele                                               | Stress             |
| 09    | 18     | Gabriela Grossenbacher | Gabriela Grossenbacher | Gabriela Grossenbacher | Kaya Balmer             | Kaya Balmer             | Kaya Balmer             | Next to Me von Emeli Sandé                                               | Stefanie Heinzmann |
| 09    | 19     | Sarah Quartetto        | Sarah Quartetto        | Sarah Quartetto        | Renato Araujo           | Renato Araujo           | Renato Araujo           | Angels von Robbie Williams                                               | Marc Sway          |
| 09    | 20     | Tabea Anderfuhren      | Tabea Anderfuhren      | Tabea Anderfuhren      | Hugo Blau               | Hugo Blau               | Hugo Blau               | Somebody That I Used to Know von Gotye featuring Kimbra                  | Stress             |

Jeder Coach wählte von seinen siegreichen fünf Kandidaten zunächst zwei für die Liveshows aus. Die restlichen drei Teilnehmer mussten in einem „Sing-off“ genannten Dreier-Battle nochmals vorsingen. Anschliessend bestimmte der jeweilige Coach seinen dritten Teilnehmer an den Liveshows, in die insgesamt zehn Frauen und zwei Männer gewählt wurden. Von diesen zwölf Teilnehmern waren acht aus der Deutschschweiz, zwei aus der Romandie und zwei aus der italienischen Schweiz.
| Coach              | Direkt weiter          | Direkt weiter    | Sing-off-Kandidaten | Sing-off-Kandidaten    | Sing-off-Kandidaten | Sing-off-Song                                          |
| ------------------ | ---------------------- | ---------------- | ------------------- | ---------------------- | ------------------- | ------------------------------------------------------ |
| Marc Sway          | Sarah Quartetto        | Tanja Zimmermann | Simona Lüthi        | Michael André Williams | Angela Hengartner   | Born This Way von Lady Gaga                            |
| Stefanie Heinzmann | Gabriela Grossenbacher | Angie Ott        | Valon Muhadri       | Ralph Güntlisberger    | Eliane Amherd       | Don’t Stop the Music von Rihanna                       |
| Philipp Fankhauser | Gisel de Marco         | Iris Moné        | Ricardo Sanz        | Daniel Paulweber       | Lena Schenker       | Every Breath You Take von The Police                   |
| Stress             | Nicole Bernegger       | Leslie Philbert  | Deborah Bough       | Tabea Anderfuhren      | Ella Ronen          | You Got the Love von The Source featuring Candi Staton |

### Dritte Phase: Die Liveshows
Die drei Liveshows fanden vom 2. bis zum 16. März 2013 in Kreuzlingen statt. In den ersten beiden Liveshows schied je einer der drei Teilnehmer jedes Coaches aus, so dass sich für das Finale am 16. März ein Kandidat aus jeder der vier Coachinggruppen qualifizierte.

#### Ergebnistabelle
| Coach: Stress             | Coach: Stress | Coach: Stress | Coach: Stress |
| Kandidat                  | 1. Liveshow   | Halbfinale    | Finale        |
| ------------------------- | ------------- | ------------- | ------------- |
| Nicole Bernegger          | Weiter        | Weiter        | Platz 1       |
| Leslie Philbert           | Weiter        | Ausgeschieden | Ausgeschieden |
| Deborah Bough             | Ausgeschieden | Ausgeschieden | Ausgeschieden |
|                           |               |               |               |
| Coach: Stefanie Heinzmann |               |               |               |
| Kandidat                  | 1. Liveshow   | Halbfinale    | Finale        |
| Angie Ott                 | Weiter        | Weiter        | Platz 2       |
| Gabriela Grossenbacher    | Weiter        | Ausgeschieden | Ausgeschieden |
| Valon Muhadri             | Ausgeschieden | Ausgeschieden | Ausgeschieden |
|                           |               |               |               |
| Coach: Philipp Fankhauser |               |               |               |
| Kandidat                  | 1. Liveshow   | Halbfinale    | Finale        |
| Iris Moné                 | Weiter        | Weiter        | Platz 3       |
| Ricardo Sanz              | Weiter        | Ausgeschieden | Ausgeschieden |
| Gisel de Marco            | Ausgeschieden | Ausgeschieden | Ausgeschieden |
|                           |               |               |               |
| Coach: Marc Sway          |               |               |               |
| Kandidat                  | 1. Liveshow   | Halbfinale    | Finale        |
| Sarah Quartetto           | Weiter        | Weiter        | Platz 4       |
| Simona Lüthi              | Weiter        | Ausgeschieden | Ausgeschieden |
| Tanja Zimmermann          | Ausgeschieden | Ausgeschieden | Ausgeschieden |

#### Erste Liveshow (2. März 2013)
In der ersten Liveshow am 2. März 2013 kamen zwei der drei Kandidaten jeder Gruppe weiter. Einer von ihnen wurde vom jeweiligen Coach bestimmt, der zweite durch eine Kombination aus Coachwertung und Televoting-Ergebnis: Jeder Coach musste einem der beiden verbliebenen Kandidaten 60 und dem anderen 40 Punkte geben, zusätzlich erhielten die beiden Teilnehmer ihr anschliessendes Televoting-Prozentergebnis als Punkte. Der Teilnehmer mit der höheren Punktesumme kam eine Runde weiter.
| Coach: Stefanie Heinzmann | Coach: Stefanie Heinzmann | Coach: Stefanie Heinzmann                                     | Punktvergabe       | Punktvergabe       | Punktvergabe       |
| Auftritt Nr.              | Kandidat                  | Song                                                          | Coach              | Zuschauer          | Gesamt             |
| ------------------------- | ------------------------- | ------------------------------------------------------------- | ------------------ | ------------------ | ------------------ |
| 1                         | Angie Ott                 | Titanium von David Guetta featuring Sia                       | weiter durch Coach | weiter durch Coach | weiter durch Coach |
| 2                         | Valon Muhadri             | Stop and Stare von OneRepublic                                | 40                 | 18,81              | 058,81             |
| 3                         | Gabriela Grossenbacher    | Forget You! von CeeLo Green                                   | 60                 | 81,19              | 141,19             |
|                           |                           |                                                               |                    |                    |                    |
| Coach: Philipp Fankhauser | Coach: Philipp Fankhauser | Coach: Philipp Fankhauser                                     | Punktvergabe       | Punktvergabe       | Punktvergabe       |
| Auftritt Nr.              | Kandidat                  | Song                                                          | Coach              | Zuschauer          | Gesamt             |
| 4                         | Gisel de Marco            | Verás (You’ll See) von Madonna                                | 60                 | 26,55              | 086,55             |
| 5                         | Ricardo Sanz              | Me and Mrs. Jones von Billy Paul                              | 40                 | 73,45              | 113,45             |
| 6                         | Iris Moné                 | Black Velvet von Alannah Myles                                | weiter durch Coach | weiter durch Coach | weiter durch Coach |
|                           |                           |                                                               |                    |                    |                    |
| Coach: Marc Sway          | Coach: Marc Sway          | Coach: Marc Sway                                              | Punktvergabe       | Punktvergabe       | Punktvergabe       |
| Auftritt Nr.              | Kandidat                  | Song                                                          | Coach              | Zuschauer          | Gesamt             |
| 7                         | Simona Lüthi              | A Moment Like This von Kelly Clarkson                         | weiter durch Coach | weiter durch Coach | weiter durch Coach |
| 8                         | Tanja Zimmermann          | I Follow Rivers von Lykke Li                                  | 40                 | 55,76              | 095,76             |
| 9                         | Sarah Quartetto           | When Love Takes Over von David Guetta featuring Kelly Rowland | 60                 | 44,24              | 104,24             |
|                           |                           |                                                               |                    |                    |                    |
| Coach: Stress             | Coach: Stress             | Coach: Stress                                                 | Punktvergabe       | Punktvergabe       | Punktvergabe       |
| Auftritt Nr.              | Kandidat                  | Song                                                          | Coach              | Zuschauer          | Gesamt             |
| 10                        | Leslie Philbert           | Amerika von Adrian Stern                                      | 60                 | 60,03              | 120,03             |
| 11                        | Nicole Bernegger          | Cry Me a River von Justin Timberlake                          | weiter durch Coach | weiter durch Coach | weiter durch Coach |
| 12                        | Deborah Bough             | Don’t Speak von No Doubt                                      | 40                 | 39,97              | 079,97             |

#### Halbfinale (9. März 2013)
In der zweiten Liveshow, dem Halbfinale, am 9. März 2013 kam einer der beiden Kandidaten jeder Gruppe weiter. Ermittelt wurde er oder sie durch die aus der ersten Liveshow bekannte Kombination aus Coachwertung und Televoting-Ergebnis.
Ricardo Sanz trug seinen Song ein zweites Mal vor, weil es bei seinem ersten Auftritt Probleme bei der Tonübertragung gegeben hatte.
| Coach: Marc Sway          | Coach: Marc Sway          | Coach: Marc Sway                               | Coach: Marc Sway                            | Punktvergabe | Punktvergabe | Punktvergabe |
| Auftritt Nr.              | Kandidat                  | Song                                           | Duett                                       | Coach        | Zuschauer    | Gesamt       |
| ------------------------- | ------------------------- | ---------------------------------------------- | ------------------------------------------- | ------------ | ------------ | ------------ |
| 1                         | Sarah Quartetto           | Halo von Beyoncé                               | I’m with You von Avril Lavigne              | 60           | 50,01        | 110,01       |
| 2                         | Simona Lüthi              | Girl on Fire von Alicia Keys                   | I’m with You von Avril Lavigne              | 40           | 49,99        | 089,99       |
|                           |                           |                                                |                                             |              |              |              |
| Coach: Stress             | Coach: Stress             | Coach: Stress                                  | Coach: Stress                               | Punktvergabe | Punktvergabe | Punktvergabe |
| Auftritt Nr.              | Kandidat                  | Song                                           | Duett                                       | Coach        | Zuschauer    | Gesamt       |
| 3                         | Nicole Bernegger          | It’s a Man’s Man’s Man’s World von James Brown | If I Ain’t Got You von Alicia Keys          | 60           | 75,63        | 135,63       |
| 4                         | Leslie Philbert           | Stay von Rihanna                               | If I Ain’t Got You von Alicia Keys          | 40           | 24,37        | 064,37       |
|                           |                           |                                                |                                             |              |              |              |
| Coach: Philipp Fankhauser | Coach: Philipp Fankhauser | Coach: Philipp Fankhauser                      | Coach: Philipp Fankhauser                   | Punktvergabe | Punktvergabe | Punktvergabe |
| Auftritt Nr.              | Kandidat                  | Song                                           | Duett                                       | Coach        | Zuschauer    | Gesamt       |
| 5                         | Ricardo Sanz              | Who Wants to Live Forever von Queen            | Something’s Got a Hold on Me von Etta James | 60           | 26,50        | 086,50       |
| 6                         | Iris Moné                 | I’ve Got to Sing My Song von Oleta Adams       | Something’s Got a Hold on Me von Etta James | 40           | 73,50        | 113,50       |
|                           |                           |                                                |                                             |              |              |              |
| Coach: Stefanie Heinzmann | Coach: Stefanie Heinzmann | Coach: Stefanie Heinzmann                      | Coach: Stefanie Heinzmann                   | Punktvergabe | Punktvergabe | Punktvergabe |
| Auftritt Nr.              | Kandidat                  | Song                                           | Duett                                       | Coach        | Zuschauer    | Gesamt       |
| 7                         | Angie Ott                 | The Scientist von Coldplay                     | Too Close von Alex Clare                    | 60           | 66,03        | 126,03       |
| 8                         | Gabriela Grossenbacher    | Set Fire to the Rain von Adele                 | Too Close von Alex Clare                    | 40           | 33,97        | 073,97       |

#### Finale (16. März 2013)
Die dritte Liveshow, das Finale, fand am 16. März 2013 statt. Jede Finalteilnehmerin sang einen Lieblingssong, ausserdem ein Duett mit ihrem Coach und trug schliesslich ein neues, für sie komponiertes Lied vor. Aus den vier Finalistinnen bestimmten die Fernsehzuschauer per Televoting die Siegerin; es gewann Nicole Bernegger aus der Coachinggruppe von Stress.
| 1. | Stress             | Nicole Bernegger | Lieblingssong   | At Last von George Montgomery und Ann Rutherford | 49,09 | 49,09 | 49,09 |
| 1. | Stress             | Nicole Bernegger | Duett mit Coach | Elle von Stress featuring Noah Veraguth          | 49,09 | 49,09 | 49,09 |
| 1. | Stress             | Nicole Bernegger | neuer Song      | No Matter                                        | 49,09 | 49,09 | 49,09 |
|    |                    |                  |                 |                                                  |       |       |       |
| 2. | Stefanie Heinzmann | Angie Ott        | Lieblingssong   | Man in the Mirror von Michael Jackson            | 30,59 | 30,59 | 30,59 |
| 2. | Stefanie Heinzmann | Angie Ott        | Duett mit Coach | Fire von Stefanie Heinzmann                      | 30,59 | 30,59 | 30,59 |
| 2. | Stefanie Heinzmann | Angie Ott        | neuer Song      | Movin’                                           | 30,59 | 30,59 | 30,59 |
|    |                    |                  |                 |                                                  |       |       |       |
| 3. | Philipp Fankhauser | Iris Moné        | Lieblingssong   | Diavolo in me von Zucchero                       | 11,16 | 11,16 | 11,16 |
| 3. | Philipp Fankhauser | Iris Moné        | Duett mit Coach | Jealous Kinda Fella von Philipp Fankhauser       | 11,16 | 11,16 | 11,16 |
| 3. | Philipp Fankhauser | Iris Moné        | neuer Song      | The Lie                                          | 11,16 | 11,16 | 11,16 |
|    |                    |                  |                 |                                                  |       |       |       |
| 4. | Marc Sway          | Sarah Quartetto  | Lieblingssong   | Fighter von Christina Aguilera                   | 09,16 | 09,16 | 09,16 |
| 4. | Marc Sway          | Sarah Quartetto  | Duett mit Coach | Keep on Walking von Marc Sway                    | 09,16 | 09,16 | 09,16 |
| 4. | Marc Sway          | Sarah Quartetto  | neuer Song      | I Shatter                                        | 09,16 | 09,16 | 09,16 |

## Zweite Staffel (2014)
Die zweite Staffel der Show wurde vom 22. Februar bis zum 19. April 2014 im Fernsehen ausgestrahlt. Moderiert wurde sie gemeinsam von Sven Epiney und Viola Tami sowie backstage von Tanya König. Die Jury bestand wie in der ersten Staffel aus Stefanie Heinzmann, Stress, Marc Sway und Philipp Fankhauser.

### Erste Phase: Die Blind Auditions
Die Castings zur zweiten Staffel fanden im Sommer und Herbst 2013 statt, wurden aber nicht im Fernsehen gezeigt. Die Blind Auditions wurden Mitte November 2013 in der Bodensee-Arena in Kreuzlingen aufgezeichnet und vom 22. Februar bis zum 12. März 2014 in sechs Fernsehsendungen ausgestrahlt. Gezeigt wurden die Auftritte von etwa 60 Kandidaten, von denen 40 – davon 26 Frauen und 14 Männer – in die zweite Runde gewählt wurden.
Die Teilnehmer Bettina Müller, Beatrice Verzier, Maxim Essindi, Brendon Schoen Johnson, Vanessa Iraci, Will G., Chiara Ruggeri, Olivier Cheuwa und Patrick Reis erhielten alle vier Jurystimmen. Von diesen neun Kandidaten entschieden sich vier für Philipp Fankhauser, drei für Marc Sway, eine für Stefanie Heinzmann und einer für Stress als Coach.
| Folge | Die Coaches und ihre Kandidaten                  | Die Coaches und ihre Kandidaten         | Die Coaches und ihre Kandidaten           | Die Coaches und ihre Kandidaten                     |
| Folge | Marc Sway                                        | Stress                                  | Stefanie Heinzmann                        | Philipp Fankhauser                                  |
| ----- | ------------------------------------------------ | --------------------------------------- | ----------------------------------------- | --------------------------------------------------- |
| 01    | Stefania Pagano Alain Boog                       | Matthieu Blanchette Belinda Bandinu     | Shem Thomas Carmen Bieri                  | Bettina Müller Peter Brandenberger Beatrice Verzier |
| 02    | Nadine Enzler                                    | Freschta Akbarzada                      | Valentine Savioli                         | Maxim Essindi                                       |
| 03    | Tiziana Gulino Brendon Schoen Johnson Moo Malika | Camilla-Athina Moraïtinis Glory Bosnjak | Regula Hasler Vanessa Iraci Pascal Muggli | Dubhaltach Tracey Martina Dreier                    |
| 04    | Michelle Imhof                                   | Will G.                                 | Cabry                                     | Davide de Vita                                      |
| 05    | Enrika Derza Olivier Cheuwa                      | Rahel Buchhold Nadja Färber Charlie Roe | Veronica Fusaro Céline Bührer             | Chiara Ruggeri Robin Portmann                       |
| 06    | Patrick Reis                                     | Larissa Sutter                          | Carla Quartas                             | June                                                |
| Total | 10                                               | 10                                      | 10                                        | 10                                                  |

### Zweite Phase: Die Battles
Die Battles wurden am 25. und 26. Januar 2014 in Kreuzlingen aufgezeichnet und in zwei Fernsehsendungen am 15. März und am 22. März 2014 ausgestrahlt.
Die Coaches bereiteten die Teilnehmer zusammen mit Beratern aus ihrem musikalischen Umfeld auf die Gesangsduelle vor. Wie in der ersten Staffel wurde Stefanie Heinzmann unterstützt von Musikproduzent Claudio Pagonis, Philipp Fankhauser von Vocal Coach Lilly Martin, Stress von Vocal Coach Martina Bovet und von Musikproduzent und Komponist Yvan Peacemaker, Marc Sway von Rapper und Sänger Sékou; zusätzlich wurde Marc Sway von Vocal Coach Myria Poffet beraten.
In allen vier Gruppen fanden fünf Eins-gegen-Eins-Duelle mit je einem Sieger statt. Anders als in der ersten Staffel konnte auch der unterlegene Kandidat eines Battles in die nächste Phase kommen, und zwar wenn ihn einer der anderen Coaches übernahm. Falls dies mehr als einer der anderen Coaches tun wollte, wählte der Kandidat einen von ihnen zu seinem neuen Coach. Jeder Coach musste genau einen Kandidaten übernehmen, so dass in allen vier Coachinggruppen sechs Teilnehmer in die nächste Phase kamen.
| Folge | Coach              | Battle | Direkt weiter- gewählter Kandidat | Song                                              | Unterlegener Kandidat     | Neuer Coach des unterlegenen Kandidaten |
| ----- | ------------------ | ------ | --------------------------------- | ------------------------------------------------- | ------------------------- | --------------------------------------- |
| 07    | Marc Sway          | 1      | Tiziana Gulino                    | Breakeven von The Script                          | Alain Boog                | —                                       |
| 07    | Stefanie Heinzmann | 2      | Shem Thomas                       | Give Me Love von Ed Sheeran                       | Pascal Muggli             | —                                       |
| 07    | Philipp Fankhauser | 3      | June                              | Torn von Ednaswap                                 | Martina Dreier            | —                                       |
| 07    | Stress             | 4      | Glory Bosnjak                     | Mamma Knows Best von Jessie J                     | Will G.                   | Philipp Fankhauser                      |
| 07    | Stefanie Heinzmann | 5      | Vanessa Iraci                     | Rolling in the Deep von Adele                     | Regula Hasler             | —                                       |
| 07    | Marc Sway          | 6      | Moo Malika                        | Wrecking Ball von Miley Cyrus                     | Enrika Derza              | —                                       |
| 07    | Stress             | 7      | Charlie Roe                       | Locked Out of Heaven von Bruno Mars               | Belinda Bandinu           | —                                       |
| 07    | Philipp Fankhauser | 8      | Peter Brandenberger               | Sing von Travis                                   | Davide de Vita            | —                                       |
| 07    | Stress             | 9      | Matthieu Blanchette               | Another Love von Tom Odell                        | Larissa Sutter            | —                                       |
| 07    | Stefanie Heinzmann | 10     | Céline Bührer                     | Soulmate von Natasha Bedingfield                  | Carla Quartas             | Marc Sway                               |
| 08    | Stress             | 11     | Freschta Akbarzada                | Read All About It, Pt. III von Emeli Sandé        | Camilla-Athina Moraïtinis | Stefanie Heinzmann                      |
| 08    | Philipp Fankhauser | 12     | Robin Portmann                    | My Girl von The Temptations                       | Dubhaltach Tracey         | —                                       |
| 08    | Stefanie Heinzmann | 13     | Carmen Bieri                      | Sussudio von Phil Collins                         | Cabry                     | —                                       |
| 08    | Marc Sway          | 14     | Michelle Imhof                    | Unconditionally von Katy Perry                    | Patrick Reis              | —                                       |
| 08    | Stress             | 15     | Rahel Buchhold                    | Shake It Out von Florence + the Machine           | Nadja Färber              | —                                       |
| 08    | Marc Sway          | 16     | Brendon Schoen Johnson            | When I Was Your Man von Bruno Mars                | Olivier Cheuwa            | Stress                                  |
| 08    | Philipp Fankhauser | 17     | Bettina Müller                    | I Still Haven’t Found What I’m Looking For von U2 | Beatrice Verzier          | —                                       |
| 08    | Stefanie Heinzmann | 18     | Veronica Fusaro                   | Light Me Up von Birdy                             | Valentine Savioli         | —                                       |
| 08    | Marc Sway          | 19     | Stefania Pagano                   | Living for the City von Stevie Wonder             | Nadine Enzler             | —                                       |
| 08    | Philipp Fankhauser | 20     | Maxim Essindi                     | The Way You Make Me Feel von Michael Jackson      | Chiara Ruggeri            | —                                       |

### Dritte Phase: Die Knockouts
Die neu eingeführte dritte Phase, die sogenannten Knockouts, wurde Anfang Februar 2014 in Kreuzlingen aufgezeichnet und am 29. März 2014 im Fernsehen ausgestrahlt. Jeder Coach teilte seine sechs verbliebenen Kandidaten in drei Gesangsduelle ein, in denen beide Teilnehmer nacheinander nochmals ihr Lied aus den Blind Auditions vorsangen. Nach dem Vortrag beider Kandidaten wählte der Coach einen von ihnen für die Liveshow-Phase aus, in die alle vier Coaches mit je drei Teilnehmern einzogen.
| Folge | Coach              | Gesangs- duell | Erster Vortrag     | Erster Vortrag                                       | Zweiter Vortrag           | Zweiter Vortrag                                      |
| Folge | Coach              | Gesangs- duell | Kandidat           | Song                                                 | Kandidat                  | Song                                                 |
| ----- | ------------------ | -------------- | ------------------ | ---------------------------------------------------- | ------------------------- | ---------------------------------------------------- |
| 09    | Marc Sway          | 1              | Carla Quartas      | Mommy von Selah Sue                                  | Brendon Schoen Johnson    | Lego House von Ed Sheeran                            |
| 09    | Stress             | 2              | Freschta Akbarzada | Back to Black von Amy Winehouse                      | Matthieu Blanchette       | S.O.S. d’un terrien en détresse von Daniel Balavoine |
| 09    | Stefanie Heinzmann | 3              | Veronica Fusaro    | A Night Like This von Caro Emerald                   | Céline Bührer             | I Can’t Make You Love Me von Bonnie Raitt            |
| 09    | Philipp Fankhauser | 4              | Will G.            | Let’s Get It On von Marvin Gaye                      | Bettina Müller            | Don’t Know Why von Norah Jones                       |
| 09    | Marc Sway          | 5              | Moo Malika         | Next to Me von Emeli Sandé                           | Stefania Pagano           | Too Close von Alex Clare                             |
| 09    | Stress             | 6              | Glory Bosnjak      | At Last von George Montgomery und Ann Rutherford     | Olivier Cheuwa            | Rock with You von Michael Jackson                    |
| 09    | Stefanie Heinzmann | 7              | Carmen Bieri       | Just Give Me a Reason von Pink                       | Shem Thomas               | Father and Son von Cat Stevens                       |
| 09    | Marc Sway          | 8              | Tiziana Gulino     | Let Her Go von Passenger                             | Michelle Imhof            | Creep von Radiohead                                  |
| 09    | Philipp Fankhauser | 9              | June               | Me and My Chauffeur Blues von Memphis Minnie         | Peter Brandenberger       | Home von Michael Bublé                               |
| 09    | Stress             | 10             | Charlie Roe        | It’s Oh So Quiet von Betty Hutton                    | Rahel Buchhold            | Blurred Lines von Robin Thicke                       |
| 09    | Stefanie Heinzmann | 11             | Vanessa Iraci      | Freedom von Anthony Hamilton und Elayna Boynton      | Camilla-Athina Moraïtinis | Diamonds von Rihanna                                 |
| 09    | Philipp Fankhauser | 12             | Robin Portmann     | Wie soll ein Mensch das ertragen? von Philipp Poisel | Maxim Essindi             | Ordinary People von John Legend                      |

### Vierte Phase: Die Liveshows
Die drei Liveshows fanden vom 5. bis zum 19. April 2014 in Kreuzlingen statt. In den ersten beiden Liveshows schied je einer der drei Teilnehmer jedes Coaches aus, so dass sich für das Finale am 19. April ein Kandidat aus jeder der vier Coachinggruppen qualifizierte.

#### Ergebnistabelle
| Coach: Marc Sway          | Coach: Marc Sway | Coach: Marc Sway | Coach: Marc Sway |         |
| Kandidat                  | 1. Liveshow      | Halbfinale       | Finale           |         |
| ------------------------- | ---------------- | ---------------- | ---------------- | ------- |
| Tiziana Gulino            | Weiter           | Weiter           | Platz 1          |         |
| Brendon Schoen Johnson    | Weiter           | Ausgeschieden    | Ausgeschieden    |         |
| Stefania Pagano           | Ausgeschieden    | Ausgeschieden    | Ausgeschieden    |         |
|                           |                  |                  |                  |         |
| Coach: Stefanie Heinzmann |                  |                  |                  |         |
| Kandidat                  | 1. Liveshow      | Halbfinale       | Finale           |         |
| Shem Thomas               | Weiter           | Weiter           | Platz 2          | Platz 2 |
| Vanessa Iraci             | Weiter           | Ausgeschieden    | Ausgeschieden    |         |
| Céline Bührer             | Ausgeschieden    | Ausgeschieden    | Ausgeschieden    |         |
|                           |                  |                  |                  |         |
| Coach: Philipp Fankhauser |                  |                  |                  |         |
| Kandidat                  | 1. Liveshow      | Halbfinale       | Finale           |         |
| Peter Brandenberger       | Weiter           | Weiter           | Platz 3          | Platz 3 |
| Will G.                   | Weiter           | Ausgeschieden    | Ausgeschieden    |         |
| Maxim Essindi             | Ausgeschieden    | Ausgeschieden    | Ausgeschieden    |         |
|                           |                  |                  |                  |         |
| Coach: Stress             |                  |                  |                  |         |
| Kandidat                  | 1. Liveshow      | Halbfinale       | Finale           |         |
| Rahel Buchhold            | Weiter           | Weiter           | Platz 4          | Platz 4 |
| Freschta Akbarzada        | Weiter           | Ausgeschieden    | Ausgeschieden    |         |
| Glory Bosnjak             | Ausgeschieden    | Ausgeschieden    | Ausgeschieden    |         |

#### Erste Liveshow (5. April 2014)
In der ersten Liveshow am 5. April 2014 kamen zwei der drei Kandidaten jeder Gruppe weiter. Einer von ihnen wurde vom jeweiligen Coach bestimmt, der zweite durch eine Kombination aus Coachwertung und Televoting-Ergebnis: Jeder Coach musste einem der beiden verbliebenen Kandidaten 60 und dem anderen 40 Punkte geben, zusätzlich erhielten die beiden Teilnehmer ihr anschliessendes Televoting-Prozentergebnis als Punkte. Der Teilnehmer mit der höheren Punktesumme kam eine Runde weiter.
| Coach: Stress             | Coach: Stress             | Coach: Stress                                             | Punktvergabe       | Punktvergabe       | Punktvergabe       |
| Auftritt Nr.              | Kandidat                  | Song                                                      | Coach              | Zuschauer          | Gesamt             |
| ------------------------- | ------------------------- | --------------------------------------------------------- | ------------------ | ------------------ | ------------------ |
| 1                         | Freschta Akbarzada        | Turning Tables von Adele                                  | weiter durch Coach | weiter durch Coach | weiter durch Coach |
| 2                         | Glory Bosnjak             | Dirty Diana von Michael Jackson                           | 40                 | 43,19              | 083,19             |
| 3                         | Rahel Buchhold            | One Day / Reckoning Song von Asaf Avidan                  | 60                 | 56,81              | 116,81             |
|                           |                           |                                                           |                    |                    |                    |
| Coach: Stefanie Heinzmann | Coach: Stefanie Heinzmann | Coach: Stefanie Heinzmann                                 | Punktvergabe       | Punktvergabe       | Punktvergabe       |
| Auftritt Nr.              | Kandidat                  | Song                                                      | Coach              | Zuschauer          | Gesamt             |
| 4                         | Vanessa Iraci             | Burn von Ellie Goulding                                   | 60                 | 49,99              | 109.99             |
| 5                         | Céline Bührer             | Brave von Sara Bareilles                                  | 40                 | 50,01              | 090,01             |
| 6                         | Shem Thomas               | Beneath Your Beautiful von Labrinth featuring Emeli Sandé | weiter durch Coach | weiter durch Coach | weiter durch Coach |
|                           |                           |                                                           |                    |                    |                    |
| Coach: Philipp Fankhauser | Coach: Philipp Fankhauser | Coach: Philipp Fankhauser                                 | Punktvergabe       | Punktvergabe       | Punktvergabe       |
| Auftritt Nr.              | Kandidat                  | Song                                                      | Coach              | Zuschauer          | Gesamt             |
| 7                         | Maxim Essindi             | If I Ain’t Got You von Alicia Keys                        | 40                 | 25,10              | 065,10             |
| 8                         | Peter Brandenberger       | Jealous Guy von John Lennon                               | 60                 | 74,90              | 134,90             |
| 9                         | Will G.                   | Try a Little Tenderness von Val Rosing                    | weiter durch Coach | weiter durch Coach | weiter durch Coach |
|                           |                           |                                                           |                    |                    |                    |
| Coach: Marc Sway          | Coach: Marc Sway          | Coach: Marc Sway                                          | Punktvergabe       | Punktvergabe       | Punktvergabe       |
| Auftritt Nr.              | Kandidat                  | Song                                                      | Coach              | Zuschauer          | Gesamt             |
| 10                        | Stefania Pagano           | Under von Alex Hepburn                                    | 40                 | 15,69              | 055,69             |
| 11                        | Tiziana Gulino            | A Thousand Years von Christina Perri                      | weiter durch Coach | weiter durch Coach | weiter durch Coach |
| 12                        | Brendon Schoen Johnson    | Impossible von Shontelle                                  | 60                 | 84,31              | 144,31             |

#### Halbfinale (12. April 2014)
In der zweiten Liveshow, dem Halbfinale, am 12. April 2013 kam einer der beiden Kandidaten jeder Gruppe weiter. Ermittelt wurde er oder sie durch die aus der ersten Liveshow bekannte Kombination aus Coachwertung und Televoting-Ergebnis.
| Coach: Stefanie Heinzmann | Coach: Stefanie Heinzmann | Coach: Stefanie Heinzmann                      | Coach: Stefanie Heinzmann                           | Punktvergabe | Punktvergabe | Punktvergabe |
| Auftritt Nr.              | Kandidat                  | Song                                           | Duett                                               | Coach        | Zuschauer    | Gesamt       |
| ------------------------- | ------------------------- | ---------------------------------------------- | --------------------------------------------------- | ------------ | ------------ | ------------ |
| 1                         | Shem Thomas               | Demons von Imagine Dragons                     | Say Say Say von Paul McCartney und Michael Jackson  | 60           | 48,77        | 108,77       |
| 2                         | Vanessa Iraci             | Hurt von Nine Inch Nails                       | Say Say Say von Paul McCartney und Michael Jackson  | 40           | 51,23        | 091,23       |
|                           |                           |                                                |                                                     |              |              |              |
| Coach: Philipp Fankhauser | Coach: Philipp Fankhauser | Coach: Philipp Fankhauser                      | Coach: Philipp Fankhauser                           | Punktvergabe | Punktvergabe | Punktvergabe |
| Auftritt Nr.              | Kandidat                  | Song                                           | Duett                                               | Coach        | Zuschauer    | Gesamt       |
| 3                         | Peter Brandenberger       | Walking in Memphis von Marc Cohn               | Easy von The Commodores                             | 40           | 62,39        | 102,39       |
| 4                         | Will G.                   | Let’s Stay Together von Al Green               | Easy von The Commodores                             | 60           | 37,61        | 097,61       |
|                           |                           |                                                |                                                     |              |              |              |
| Coach: Marc Sway          | Coach: Marc Sway          | Coach: Marc Sway                               | Coach: Marc Sway                                    | Punktvergabe | Punktvergabe | Punktvergabe |
| Auftritt Nr.              | Kandidat                  | Song                                           | Duett                                               | Coach        | Zuschauer    | Gesamt       |
| 5                         | Brendon Schoen Johnson    | Burning Bridges von OneRepublic                | Broken Strings von James Morrison und Nelly Furtado | 40           | 44,38        | 084,38       |
| 6                         | Tiziana Gulino            | I See Fire von Ed Sheeran                      | Broken Strings von James Morrison und Nelly Furtado | 60           | 55,62        | 115,62       |
|                           |                           |                                                |                                                     |              |              |              |
| Coach: Stress             | Coach: Stress             | Coach: Stress                                  | Coach: Stress                                       | Punktvergabe | Punktvergabe | Punktvergabe |
| Auftritt Nr.              | Kandidat                  | Song                                           | Duett                                               | Coach        | Zuschauer    | Gesamt       |
| 7                         | Rahel Buchhold            | Use Somebody von Kings of Leon                 | Will You Love Me Tomorrow von The Shirelles         | 40           | 61,51        | 101,51       |
| 8                         | Freschta Akbarzada        | Sweet Dreams (Are Made of This) von Eurythmics | Will You Love Me Tomorrow von The Shirelles         | 60           | 38,49        | 098,49       |

#### Finale (19. April 2014)
Die dritte Liveshow, das Finale, fand am 19. April 2014 statt. Jeder Finalteilnehmer sang einen Coversong und ein Duett mit einem Gastkünstler. Shem Thomas sang gemeinsam mit James Arthur, Rahel Buchhold mit Samu Haber, Tiziana Gulino mit Bastian Baker und Peter Brandenberger mit Anastacia. Ausserdem trug jeder Kandidat einen neuen, für ihn komponierten Song vor. Aus den vier Finalisten bestimmten die Fernsehzuschauer per Televoting den Sieger; es gewann Tiziana Gulino aus der Coachinggruppe von Marc Sway.
| Rang | Kandidat                  | Auftritt Nr.              | Songs                     | Songs                                   | Televoting in %           |       |       |
| ---- | ------------------------- | ------------------------- | ------------------------- | --------------------------------------- | ------------------------- | ----- | ----- |
|      |                           |                           |                           |                                         |                           |       |       |
| 1.   | Coach: Marc Sway          | Coach: Marc Sway          | Coach: Marc Sway          | Coach: Marc Sway                        | Coach: Marc Sway          |       |       |
| 1.   | Tiziana Gulino            | 4                         | Coversong                 | Because of You von Kelly Clarkson       | 42,14                     | 42,14 | 42,14 |
| 1.   | Tiziana Gulino            | 8                         | Duett mit Bastian Baker   | Follow the Wind von Bastian Baker       | 42,14                     | 42,14 | 42,14 |
| 1.   | Tiziana Gulino            | 12                        | neuer Song                | Warrior                                 | 42,14                     | 42,14 | 42,14 |
|      |                           |                           |                           |                                         |                           |       |       |
| 2.   | Coach: Stefanie Heinzmann | Coach: Stefanie Heinzmann | Coach: Stefanie Heinzmann | Coach: Stefanie Heinzmann               | Coach: Stefanie Heinzmann |       |       |
| 2.   | Shem Thomas               | 10                        | Coversong                 | Happy von Pharrell Williams             | 24,32                     | 24,32 | 24,32 |
| 2.   | Shem Thomas               | 2                         | Duett mit James Arthur    | Get Down von James Arthur               | 24,32                     | 24,32 | 24,32 |
| 2.   | Shem Thomas               | 6                         | neuer Song                | Crossroads                              | 24,32                     | 24,32 | 24,32 |
|      |                           |                           |                           |                                         |                           |       |       |
| 3.   | Coach: Philipp Fankhauser | Coach: Philipp Fankhauser | Coach: Philipp Fankhauser | Coach: Philipp Fankhauser               | Coach: Philipp Fankhauser |       |       |
| 3.   | Peter Brandenberger       | 7                         | Coversong                 | Chasing Cars von Snow Patrol            | 22,33                     | 22,33 | 22,33 |
| 3.   | Peter Brandenberger       | 11                        | Duett mit Anastacia       | Stupid Little Things von Anastacia      | 22,33                     | 22,33 | 22,33 |
| 3.   | Peter Brandenberger       | 3                         | neuer Song                | Living It Up                            | 22,33                     | 22,33 | 22,33 |
|      |                           |                           |                           |                                         |                           |       |       |
| 4.   | Coach: Stress             | Coach: Stress             | Coach: Stress             | Coach: Stress                           | Coach: Stress             |       |       |
| 4.   | Rahel Buchhold            | 1                         | Coversong                 | People Help the People von Cherry Ghost | 11,21                     | 11,21 | 11,21 |
| 4.   | Rahel Buchhold            | 5                         | Duett mit Samu Haber      | Lifesaver von Sunrise Avenue            | 11,21                     | 11,21 | 11,21 |
| 4.   | Rahel Buchhold            | 9                         | neuer Song                | Lifeless                                | 11,21                     | 11,21 | 11,21 |

## Dritte Staffel (2020)
Die dritte Staffel der Show wurde vom Fernsehsender 3+ produziert und vom 27. Januar bis zum 6. April 2020 im Fernsehen ausgestrahlt. Der Sender 3+ bezeichnete diese Staffel als «erste Staffel». Moderiert wurde sie von Christa Rigozzi und Max Loong. Die Jury bestand aus dem House-DJ und Musikproduzenten DJ Antoine, der Singer-Songwriterin Anna Rossinelli, dem Bandmusiker Noah Veraguth sowie dem Duo Büetzer Buebe bestehend aus den beiden Mundartsängern Gölä und Trauffer.

### Erste Phase: Die Blind Auditions
Die Castings zur dritten Staffel fanden ab Frühling 2019 statt, wurden aber nicht im Fernsehen gezeigt. Die Blind Auditions wurden vom 26. bis 29. November 2019 im Nobeo-Studio in Hürth bei Köln aufgezeichnet und vom 27. Januar bis zum 9. März 2020 in sieben Fernsehsendungen ausgestrahlt. 56 Kandidaten, davon 31 Frauen, 24 Männer und 1 Duo, wurden in die nächste Runde gewählt.
Die Teilnehmer Marlou Bolg, Remo Forrer, Jacky Widmer, Lorena Beadini, Dalja Heiniger, Drilona Musa, Nortasha Dayang, Marc Shadow, Cecile Centeno, Jella Friedrich, Christoph Brötie, Fabienne Kobel und das Duo Juan Cecilia & Juan Elias erhielten alle vier Jurystimmen. Von diesen dreizehn entschieden sich fünf für Anna Rossinelli, vier für Noah Veraguth, zwei für die Büetzer Buebe und zwei für DJ Antoine als Coach.
| Folge | Die Coaches und ihre Kandidaten                   | Die Coaches und ihre Kandidaten            | Die Coaches und ihre Kandidaten                    | Die Coaches und ihre Kandidaten                                   |
| Folge | Büetzer Buebe                                     | Anna Rossinelli                            | Noah Veraguth                                      | DJ Antoine                                                        |
| ----- | ------------------------------------------------- | ------------------------------------------ | -------------------------------------------------- | ----------------------------------------------------------------- |
| 01    | Rafael Ferrer Jacky Widmer                        | Marlou Bolg Zoe Beretta                    | Urs Bühler Remo Forrer                             | Valentina Demasi Axel Marena                                      |
| 02    | Sascha Krucker Sandro Beeler                      | Lorena Beadini Tina Umbricht Drilona Musa  | Katja Zumsteg                                      | Tobias Degen Dalja Heiniger                                       |
| 03    | Lea von Mentlen Hanspeter Zweifel                 | Nortasha Dayang Vanessa Torosian           | Desirée Rodenas Vazquez Meo Dalgic Vincenzo Polito | Nahum Gonzalez                                                    |
| 04    | Sean-Henry Saldavia Martina Vogel Cecile Centeno  | Igor Iov                                   | Morena Guirao Marc Shadow Alexandra Papadopoulos   | Alison Gürtler                                                    |
| 05    | Jasmin Di Pietro-Hirt                             | Merel De Leur Jella Friedrich              | Christoph Brötie Omar Gueye                        | Diego Daniele Noemi Ferrai Marisol Redondo                        |
| 06    | Auguste Jankauskaite Melissa Hüsler Luca Affolter | Patrice Godefroid                          | Fabienne Kobel Marina Filoni-Trulec                | Reyn Ffoulkes Mathea Oberholzer                                   |
| 07    | Dianete Celmira Da Silva                          | Tatjana Ivanovic Gion Gruenberg Aron Egger | Giuseppe Audino                                    | Juan Cecilia und Juan Elias Arnat Phanitram Chloé Sautereau (Cee) |
| Total | 14                                                | 14                                         | 14                                                 | 14                                                                |

### Zweite Phase: Die Battles
Die Battles und das anschliessende Sing-Off wurden am 23. und 24. Januar 2020 in Hürth aufgezeichnet und in drei Fernsehsendungen vom 16. bis 30. März 2020 ausgestrahlt. Ursprünglich waren zwei Sendungen geplant, doch Folge 9 wurde auf eine neunte und eine zehnte Folge aufgeteilt. 3+ gab dafür als Grund «Zuschauerfreundlichkeit» an, gleichzeitig wurde bekannt, dass das für den 30. März 2020 geplante Liveshow-Finale verschoben werden muss.
Die Coaches bereiteten die Teilnehmer zusammen mit Beratern aus ihrem musikalischen Umfeld auf die Gesangsduelle vor.
In allen vier Gruppen fanden sieben Eins-gegen-Eins-Duelle mit je einem Sieger statt.
| Folge | Coach           | Battle | Gegner                   | Gegner                      | Song                                                    |
| ----- | --------------- | ------ | ------------------------ | --------------------------- | ------------------------------------------------------- |
| 08    | DJ Antoine      | 01     | Dalja Heiniger           | Reyn Ffoulkes               | Cheap Thrills von Sia                                   |
| 08    | DJ Antoine      | 02     | Nahum Gonzalez           | Juan Cecilia und Juan Elias | La Cintura von Álvaro Soler                             |
| 08    | DJ Antoine      | 03     | Diego Daniele            | Mathea Oberholzer           | Summer Wine von Nancy Sinatra und Lee Hazlewood         |
| 08    | DJ Antoine      | 04     | Axel Marena              | Alison Gürtler              | Kids von Kylie Minogue und Robbie Williams              |
| 08    | DJ Antoine      | 05     | Chloé Sautereau (Cee)    | Tobias Degen                | No One von Alicia Keys                                  |
| 08    | DJ Antoine      | 06     | Marisol Redondo          | Arnat Phanitram             | Señorita von Camila Cabello und Shawn Mendes            |
| 08    | DJ Antoine      | 07     | Valentina Demasi         | Noemi Ferrai                | Nothing Compares 2 U von The Family                     |
| 08    | Anna Rossinelli | 08     | Jella Friedrich          | Marlou Bolg                 | Crazy von Gnarls Barkley                                |
| 08    | Anna Rossinelli | 09     | Gion Gruenberg           | Tina Umbricht               | Budapest von George Ezra                                |
| 08    | Anna Rossinelli | 10     | Drilona Musa             | Merel De Leur               | You've Got the Love von Florence + the Machine          |
| 08    | Anna Rossinelli | 11     | Vanessa Torosian         | Tatjana Ivanovic            | Royals von Lorde                                        |
| 08    | Anna Rossinelli | 12     | Patrice Godefroid        | Igor Iov                    | Somebody That I Used to Know von Gotye featuring Kimbra |
| 08    | Anna Rossinelli | 13     | Zoe Beretta              | Aron Egger                  | You Oughta Know von Alanis Morissette                   |
| 08    | Anna Rossinelli | 14     | Lorena Beadini           | Nortasha Dayang             | Be the One von Dua Lipa                                 |
| 09    | Büetzer Buebe   | 15     | Martina Vogel            | Sandro Beeler               | The Best von Bonnie Tyler                               |
| 09    | Büetzer Buebe   | 16     | Rafael Ferrer            | Lea von Mentlen             | Can’t Stop the Feeling! von Justin Timberlake           |
| 09    | Büetzer Buebe   | 17     | Sean-Henry Saldavia      | Melissa Hüsler              | Love Yourself von Justin Bieber                         |
| 09    | Büetzer Buebe   | 18     | Sascha Krucker           | Jasmin Di Pietro-Hirt       | Hemmigslos liebe von Marc Sway und Fabienne Louves      |
| 09    | Büetzer Buebe   | 19     | Cecile Centeno           | Auguste Jankauskaite        | Stronger (What Doesn't Kill You) von Kelly Clarkson     |
| 09    | Büetzer Buebe   | 20     | Dianete Celmira Da Silva | Hanspeter Zweifel           | Shallow von Lady Gaga und Bradley Cooper                |
| 09    | Büetzer Buebe   | 21     | Jacky Widmer             | Luca Affolter               | Jailhouse Rock von Elvis Presley                        |
| 10    | Noah Veraguth   | 22     | Giuseppe Audino          | Katja Zumsteg               | Us Mänsch von Bligg featuring Marc Sway                 |
| 10    | Noah Veraguth   | 23     | Alexandra Papadopoulos   | Morena Guirao               | Flashlight von Jessie J                                 |
| 10    | Noah Veraguth   | 24     | Vincenzo Polito          | Omar Gueye                  | Più bella cosa von Eros Ramazzotti                      |
| 10    | Noah Veraguth   | 25     | Christoph Brötie         | Fabienne Kobel              | You Are the Reason von Calum Scott                      |
| 10    | Noah Veraguth   | 26     | Meo Dalgic               | Marina Filoni-Trulec        | More Than Words von Extreme                             |
| 10    | Noah Veraguth   | 27     | Urs Bühler               | Marc Shadow                 | Every Breath You Take von The Police                    |
| 10    | Noah Veraguth   | 28     | Remo Forrer              | Desirée Rodenas Vazquez     | Say You Won’t Let Go von James Arthur                   |

Im anschliessenden Sing-Off trugen die in jeder Coachinggruppe verbliebenen sieben Kandidaten nochmals ihr Lied aus den Blind Auditions vor. Danach wählte der jeweilige Coach zwei von ihnen für das Liveshow-Finale aus, in das vier Frauen und vier Männer einzogen. Von diesen acht Teilnehmern hatten vier in den Blind Auditions alle vier Jurystimmen erhalten, nämlich Drilona Musa, Lorena Beadini, Jacky Widmer und Remo Forrer.
| Folge | Coach           | Auftritt | Kandidat                 | Song                                                              |
| ----- | --------------- | -------- | ------------------------ | ----------------------------------------------------------------- |
| 08    | DJ Antoine      | 01       | Nahum Gonzalez           | Mi culpa von Loco Escrito                                         |
| 08    | DJ Antoine      | 02       | Dalja Heiniger           | 7 Rings von Ariana Grande                                         |
| 08    | DJ Antoine      | 03       | Valentina Demasi         | Million Reasons von Lady Gaga                                     |
| 08    | DJ Antoine      | 04       | Axel Marena              | Superstition von Stevie Wonder                                    |
| 08    | DJ Antoine      | 05       | Chloé Sautereau (Cee)    | La vie en rose von Édith Piaf                                     |
| 08    | DJ Antoine      | 06       | Marisol Redondo          | Suerte (Whenever, Wherever) von Shakira                           |
| 08    | DJ Antoine      | 07       | Diego Daniele            | A Chi Mi Dice (Breathe Easy) von Blue                             |
| 08    | Anna Rossinelli | 08       | Jella Friedrich          | Love on the Brain von Rihanna                                     |
| 08    | Anna Rossinelli | 09       | Gion Gruenberg           | Creep von Radiohead                                               |
| 08    | Anna Rossinelli | 10       | Drilona Musa             | Toxic von Britney Spears                                          |
| 08    | Anna Rossinelli | 11       | Vanessa Torosian         | God Is a Woman von Ariana Grande                                  |
| 08    | Anna Rossinelli | 12       | Patrice Godefroid        | My Generation von The Who                                         |
| 08    | Anna Rossinelli | 13       | Zoe Beretta              | Riptide von Vance Joy                                             |
| 08    | Anna Rossinelli | 14       | Lorena Beadini           | All About That Bass von Meghan Trainor                            |
| 09    | Büetzer Buebe   | 15       | Martina Vogel            | Folsom Prison Blues von Johnny Cash                               |
| 09    | Büetzer Buebe   | 16       | Sean-Henry Saldavia      | Sex Bomb von Tom Jones und Mousse T.                              |
| 09    | Büetzer Buebe   | 17       | Cecile Centeno           | Chandelier von Sia                                                |
| 09    | Büetzer Buebe   | 18       | Sascha Krucker           | Der Weg von Herbert Grönemeyer                                    |
| 09    | Büetzer Buebe   | 19       | Rafael Ferrer            | Despacito von Luis Fonsi featuring Daddy Yankee                   |
| 09    | Büetzer Buebe   | 20       | Dianete Celmira Da Silva | Jolene von Dolly Parton                                           |
| 09    | Büetzer Buebe   | 21       | Jacky Widmer             | Highway to Hell von AC/DC                                         |
| 10    | Noah Veraguth   | 22       | Giuseppe Audino          | Ganz, ganz easy (Despacito) von Luis Fonsi featuring Daddy Yankee |
| 10    | Noah Veraguth   | 23       | Alexandra Papadopoulos   | Set Fire to the Rain von Adele                                    |
| 10    | Noah Veraguth   | 24       | Vincenzo Polito          | Adesso tu von Eros Ramazzotti                                     |
| 10    | Noah Veraguth   | 25       | Christoph Brötie         | Say Something von A Great Big World                               |
| 10    | Noah Veraguth   | 26       | Meo Dalgic               | The A Team von Ed Sheeran                                         |
| 10    | Noah Veraguth   | 27       | Urs Bühler               | Hemmige von Mani Matter                                           |
| 10    | Noah Veraguth   | 28       | Remo Forrer              | Someone You Loved von Lewis Capaldi                               |

### Dritte Phase: Finalshow
Das Finale sollte ursprünglich als Liveshow am 30. März 2020 in Hürth stattfinden, jedoch wurden dort wegen der COVID-19-Pandemie alle Veranstaltungen abgesagt. Stattdessen wurde das Finale am 6. April 2020 gesendet, wobei die Kandidaten, die Coaches und die Moderatoren mit Aufnahmen aus ihren Wohnzimmern gezeigt wurden. Jeder der acht Kandidaten trug einen Song vor. Per Televoting wurde Remo Forrer zum Sieger gewählt.
| Auftritt Nr. | Coach           | Kandidat       | Song                                                 |
| ------------ | --------------- | -------------- | ---------------------------------------------------- |
| 1            | Büetzer Buebe   | Jacky Widmer   | I Love Rock ’n’ Roll von Arrows                      |
| 2            | DJ Antoine      | Diego Daniele  | Wrecking Ball von Miley Cyrus                        |
| 3            | Anna Rossinelli | Drilona Musa   | Dance Monkey von Tones and I                         |
| 4            | Noah Veraguth   | Meo Dalgic     | Just the Way You Are von Bruno Mars                  |
| 5            | Büetzer Buebe   | Martina Vogel  | Johnny B. Goode von Chuck Berry                      |
| 6            | DJ Antoine      | Axel Marena    | Want to Want Me von Jason Derulo                     |
| 7            | Anna Rossinelli | Lorena Beadini | Elastic Heart von Sia featuring The Weeknd and Diplo |
| 8            | Noah Veraguth   | Remo Forrer    | Sign of the Times von Harry Styles                   |

## Auszeichnungen
- Internationale Eyes & Ears Awards
  - 2013: Spezialpreis in der Kategorie Creation
  - 2013: Auszeichnung in der Kategorie Beste crossmediale Programm-Kampagne
  - 2014: 1. Preis in der Kategorie Bester On-Air-Programm-Spot: Show & Unterhaltung
  - 2014: 2. Preis in der Kategorie Beste promotionbezogene Audio-Gestaltung